# آفي ليس
آفي ليس (AviLease) شركة تأجير طائرات، مملوكة بالكامل لصندوق الاستثمارات العامة. تعمل في مجال خدمات التأجير والبيع وإدارة أساطيل الطائرات.
تهدف آفي ليس للإسهام في تطوير منظومة قطاع الطيران في السعودية عبر التوسع في قطاع تأجير الطائرات. ستعمل الشركة على شراء الطائرات وإعادة تأجيرها، إلى جانب تنفيذ طلبات الشراء المباشر من الشركات المصنعة للطائرات، كما سيكون للشركة جانب استثماري يشتمل على عمليات الاستحواذ على المحافظ والشركات.

## خلفية
يُعد صندوق الاستثمارات العامة أحد أكبر صناديق الثروة السيادية في العالم، حيث بلغت أصوله تحت الإدارة نحو 2.3 تريليون ريال بنهاية الربع الأول من عام 2022، عبر دخوله في فرص استثمارية في 13 قطاعا استراتيجيا على المستويين المحلي والدولي.
ومنذ عام 2017،أسّس الصندوق أكثر من 54 شركة واستحدث أكثر من 500 ألف وظيفة حتى نهاية عام 2021.